# Liga Nacional de Guatemala 1965-66
La Liga Nacional de Guatemala 1965-66 es el décimo cuarto torneo de Liga de fútbol de Guatemala. El campeón del torneo fue el  Municipal, consiguiendo su sexto título de liga.

## Formato
El formato del torneo era de todos contra todos a dos vueltas, al ganar el partido se otorgaban 2 puntos, si era empate era un punto, por perder el partido no se otorgaban puntos. En caso de empate por puntos se realizaría una serie extra de dos partidos a visita recíproca para determinar quien era el campeón. Los dos últimos lugares del torneo descenderían a la categoría inferior inmediata, mientras el noveno y décimo lugar jugarían contra los dos primeros lugares de la liga de ascenso una liguilla, en la cual los dos primeros lugares seguirían la temporada siguiente en liga mayor.

## Equipos participantes
| Club                | Ciudad              | Departamento   |
| ------------------- | ------------------- | -------------- |
| Aurora              | Ciudad de Guatemala | Guatemala      |
| Ron Botrán          | Quetzaltenango      | Quetzaltenango |
| Cobán Imperial      | Cobán               | Alta Verapaz   |
| Comunicaciones      | Ciudad de Guatemala | Guatemala      |
| IGSS                | Ciudad de Guatemala | Guatemala      |
| Marquense           | San Marcos          | San Marcos     |
| Municipal           | Ciudad de Guatemala | Guatemala      |
| Sanarate            | Sanarate            | El Progreso    |
| Suchitepéquez       | Mazatenango         | Suchitepéquez  |
| Tipografía Nacional | Ciudad de Guatemala | Guatemala      |
| Universidad         | Ciudad de Guatemala | Guatemala      |
| Xelajú MC           | Quetzaltenango      | Quetzaltenango |

### Equipos por Departamento
| Departamento   | N.º | Equipos                                                                    |
| -------------- | --- | -------------------------------------------------------------------------- |
| Alta Verapaz   | 1   | Cobán Imperial                                                             |
| El Progreso    | 1   | Sanarate                                                                   |
| Guatemala      | 6   | Aurora, Comunicaciones, IGSS, Municipal, Tipografía Nacional, Universidad. |
| Quetzaltenango | 2   | Botrán, Xelajú MC.                                                         |
| San Marcos     | 1   | Marquense                                                                  |
| Suchitepéquez  | 1   | Suchitepéquez                                                              |

## Clasificación
|  | Pos. | Equipos                   | PJ | PG | PE | PP | GF | GC | Dif. | PTS | Clasificación                   |
|  | ---- | ------------------------- | -- | -- | -- | -- | -- | -- | ---- | --- | ------------------------------- |
|  | 1º   | Municipal                 | 22 | 17 | 4  | 1  | 40 | 19 | +21  | 38  | Campeón                         |
|  | 2º   | Comunicaciones            | 22 | 16 | 3  | 3  | 35 | 14 | +21  | 35  |                                 |
|  | 3º   | Universidad de San Carlos | 22 | 9  | 8  | 5  | 47 | 39 | +8   | 26  |                                 |
|  | 4º   | Aurora                    | 22 | 8  | 9  | 5  | 37 | 25 | +12  | 25  |                                 |
|  | 5º   | Tipografía Nacional       | 22 | 9  | 5  | 8  | 36 | 39 | -3   | 23  |                                 |
|  | 6º   | Ron Botrán                | 22 | 9  | 4  | 9  | 39 | 33 | +6   | 22  |                                 |
|  | 7º   | Suchitepéquez             | 22 | 7  | 7  | 8  | 38 | 38 | 0    | 21  |                                 |
|  | 8º   | Marquense                 | 22 | 7  | 5  | 10 | 29 | 40 | -11  | 19  |                                 |
|  | 9°   | Xelajú MC                 | 22 | 5  | 8  | 9  | 43 | 40 | +3   | 18  | Cuadrangular por la permanencia |
|  | 10º  | Cobán Imperial            | 22 | 4  | 7  | 11 | 23 | 45 | -22  | 15  | Cuadrangular por la permanencia |
|  | 11°  | IGSS                      | 22 | 3  | 5  | 14 | 21 | 41 | -20  | 11  | Descendido                      |
|  | 12°  | Sanarate                  | 22 | 2  | 7  | 13 | 23 | 47 | -24  | 11  | Descendido                      |
|  |      |                           |    |    |    |    |    |    |      |     |                                 |

## Campeón
| Campeón Temporada 1965-66 |
| Municipal 6º Título       |
| ------------------------- |

## Cuadrangular de descenso
|  | Pos. | Equipos        | PJ | PG | PE | PP | GF | GC | Dif. | PTS | Clasificación                 |
|  | ---- | -------------- | -- | -- | -- | -- | -- | -- | ---- | --- | ----------------------------- |
|  | 1°   | Xelajú MC      | 22 | 5  | 8  | 9  | 43 | 40 | +3   | 18  | Permanece en la Liga Nacional |
|  | 2º   | Escuintla      | 22 | 4  | 7  | 11 | 23 | 45 | -22  | 15  | Permanece en la Liga Nacional |
|  | 3°   | IRCA           | 22 | 3  | 5  | 14 | 21 | 41 | -20  | 11  | Permanece en Liga de Ascenso  |
|  | 4°   | Cobán Imperial | 22 | 2  | 7  | 13 | 23 | 47 | -24  | 11  | Descendido                    |
|  |      |                |    |    |    |    |    |    |      |     |                               |